# Championnat d'Union soviétique de football 1971
Navigation
Saison 1970 Saison 1972
La saison 1971 de Vyschaïa Liga est la 33e édition du Championnat d'URSS de football.
Lors de cette saison, le CSKA Moscou tente de conserver son titre de champion d'URSS face aux 15 autres meilleurs clubs soviétiques lors d'une série de matchs aller-retour se déroulant sur toute l'année. 
Trois places sont qualificatives pour les compétitions européennes, la quatrième place étant celle du vainqueur de la Coupe d'URSS 1971.

## Qualifications en Coupe d'Europe
À l'issue de la saison, le champion participera à la Coupe des clubs champions 1972-1973.
Le vainqueur de la Coupe d'URSS 1971 participera à la Coupe des coupes 1972-1973, si ce club est le champion, alors le finaliste de la coupe le remplacera.
Les deux places pour la Coupe UEFA 1972-1973 sont attribuées aux deuxième et troisième du championnat si ceux-ci ne sont pas les vainqueurs de la coupe, si c'est effectivement le cas la place reviendra au quatrième.

## Clubs participants

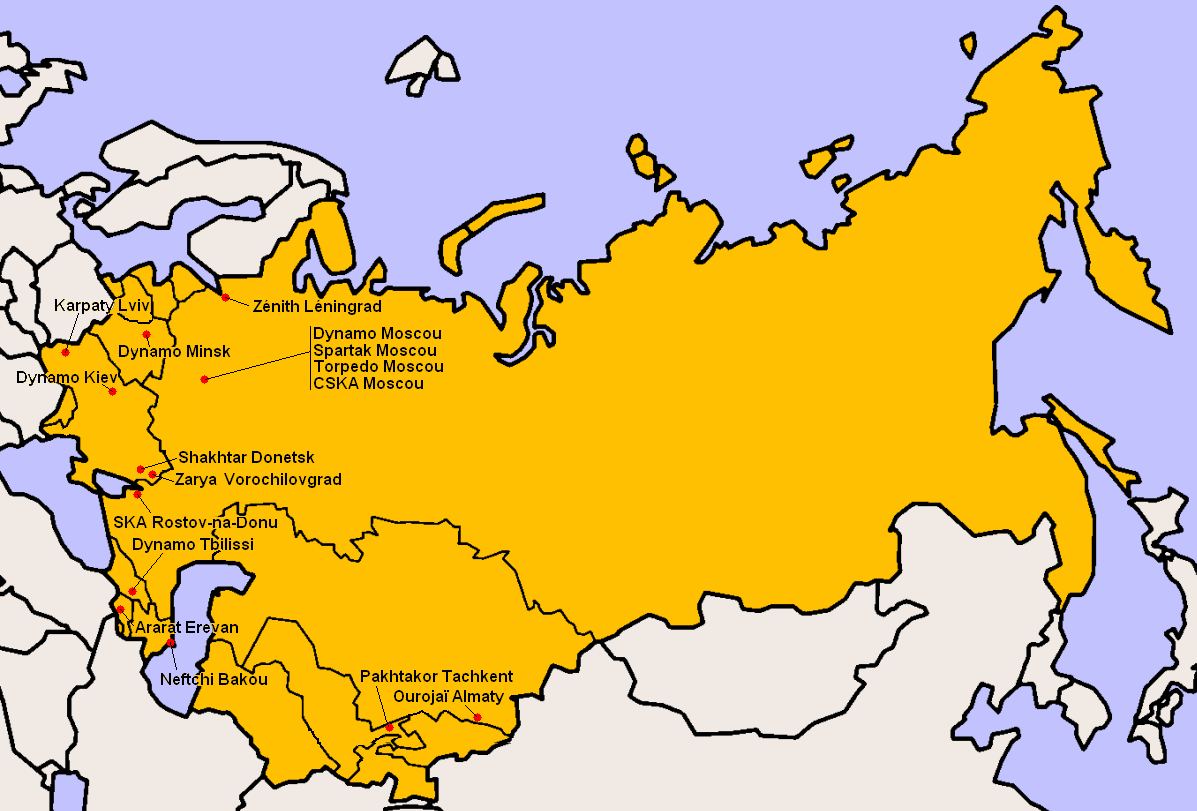
Localisation des clubs engagés dans le championnat.

- Premier tour de la Coupe des clubs champions 1971-1972
- Premier tour de la Coupe des coupes 1971-1972
- Premier tour de la Coupe UEFA 1971-1972
- Promu de deuxième division

| Club                 | Présent depuis | Classement 1970 | Entraîneur              | Stade                 | Capacité |
| -------------------- | -------------- | --------------- | ----------------------- | --------------------- | -------- |
| CSKA Moscou          | 1954           | 1er             | Valentin Nikolaïev      | Stade central Lénine  | 84 745   |
| Dinamo Moscou        | 1936           | 2e              | Konstantin Beskov       | Stade Dinamo          | 36 540   |
| Spartak Moscou       | 1936           | 3e              | Nikita Simonian         | Stade central Lénine  | 84 745   |
| Dinamo Tbilissi      | 1936           | 4e              | Gavriil Kachalin        | Stade Lénine-Dinamo   | 55 000   |
| Zaria Vorochilovgrad | 1967           | 5e              | German Zonine           | Stade Avangard        | 31 243   |
| Torpedo Moscou       | 1938           | 6e              | Viktor Maslov           | Stade Torpedo         | 12 300   |
| Dynamo Kiev          | 1936           | 7e              | Aleksandr Sevidov       | Stade central         | 83 450   |
| SKA Rostov           | 1959           | 8e              | Iosif Betsa             | Stade central (en)    | 27 300   |
| Dinamo Minsk         | 1960           | 9e              | Ivan Mozer              | Stade Dinamo          | 41 100   |
| Chakhtior Donetsk    | 1955           | 10e             | Nikolaï Morozov         | Stade Chakhtior       | 31 800   |
| Neftchi Bakou        | 1960           | 11e             | Alakbar Mammadov        | Stade Vladimir Lénine | 30 000   |
| Ararat Erevan        | 1966           | 12e             | Nikolaï Glebov (ru)     | Stade Hrazdan         | 69 000   |
| Pakhtakor Tachkent   | 1965           | 13e             | Aleksandr Keller (ru)   | Stade Pakhtakor       | 60 000   |
| Zénith Léningrad     | 1938           | 14e             | Ievgueni Gorianski (en) | Stade Kirov           | 72 000   |
| Karpaty Lvov         | 1971           | 1er (D2)        | Ernő Juszt (en)         | Stade Droujba         | 28 100   |
| Kaïrat Almaty        | 1971           | 2e (D2)         | Viktor Korolkov (ru)    | Stade central         | 26 300   |

### Changements d'entraîneurs
| Club              | Entraîneur partant | Date de départ | Entraîneur arrivant | Date d'arrivée |
| ----------------- | ------------------ | -------------- | ------------------- | -------------- |
| Chakhtior Donetsk | Artiom Falian (en) | juillet 1971   | Nikolaï Morozov     | juillet 1971   |